# Abhyankar–Mohs sats
Inom matematiken är Abhyankar–Mohs sats ett resultat som säger att om {\displaystyle L} är en komplex linje i komplexa affina planet {\displaystyle \mathbb {C} ^{2}}, då kan varje inbäddning av {\displaystyle L} till {\displaystyle \mathbb {C} ^{2}} utvidgas till en automorfism av planet. Satsen är uppkallad efter Shreeram Shankar Abhyankar och T.-T. Moh, som publicerade den 1975. Mer allmänt gäller samma sats för linjer och plan över en godtycklig algebraiskt sluten kropp av karakteristik noll, samt för vissa delmängder med goda egenskaper av högredimensionella komplexa affina rum.